# 지향성
지향성 ( Intentionality )은 어떤 무언가에 대한 지적 능력이 어떤 것, 성질과 사건의 상태들을 위해 나타내고자 하는 것을 의미한다.  지향성은 주로 인식, 믿음, 또는 욕망과 같은 정신 상태를 묘사할 때 쓰인다.  이 말은 현상학에 주로 쓰이며 에드문트 후설과 그 후계자들이 주로 사용하였다.